# Pavel Pazdírek
Pavel Pazdírek (Brno, República Checa, 14 de octubre de 1937) es un nadador, retirado, especializado en pruebas de estilo mariposa que representó a Checoslovaquia. Fue subcampeón de Europa en 200 metros mariposa en el año 1958.

## Palmarés internacional
| Campeonato Europeo de Natación | Campeonato Europeo de Natación | Campeonato Europeo de Natación | Campeonato Europeo de Natación |
| Año                            | Lugar                          | Medalla                        | Prueba                         |
| ------------------------------ | ------------------------------ | ------------------------------ | ------------------------------ |
| 1958                           | Budapest (Hungría)             | Medalla de plata               | 200 m mariposa                 |